# 巫顯東
巫顯東（英語：Dylan Mo Hin Tung；1993年10月22日—），是香港賽馬會所屬自由身騎師，曾跟隨練馬師沈集成學藝。現時他在一般讓磅賽事獲讓2磅優惠。

## 經歷
巫顯東於15歲時加入香港賽馬會見習騎師學校，其後往南非及紐西蘭實習。2013年12月，巫顯東首度於南非出賽，並在當地取得五場頭馬勝仗。實習期間他得到前南非冠軍騎師、現任香港賽馬會見習騎師學校顧問高雅志指導。2014年12月，巫顯東與蔣嘉琦一起到紐西蘭實習，並一同跟隨當地練馬師施樂克學藝，期間他取得四十頭馬勝仗。巫顯東返港後則跟隨隸屬練馬師沈集成馬房學藝。

### 2016/2017年度馬季
2016年6月10日，巫顯東獲香港賽馬會發出見習騎師牌照，准許他在2016/2017年度馬季在港策騎出賽，但在獲得管理層批准前，暫不可於跑馬地馬場賽事上陣。
2016年9月3日，巫顯東首次以見習騎師為身份在沙田馬場上陣，正式展開在香港的策騎事業。巫顯東當日獲安排策騎「我是高手」、「崇山寶」、「帝聖之寶」、「魔幻神駿」、「金多多」、「放下自在」、「快樂寶貝」及「縱橫大地」八匹坐騎，當中六匹坐騎由其師傅沈集成提供。雖然巫顯東於首日上陣未能取得任何勝仗，但仍交出不俗的成績，分別憑著「帝聖之寶」取得一席第二名位置及「縱橫大地」取得一席第四名的成績。不過，當日他策騎「崇山寶」期間，因涉及不小心策騎，結果首日在港上陣即被香港賽馬會競賽小組判罰停賽三個香港賽馬日。
2017年1月1日，巫顯東於沙田馬場第二賽事憑策騎李易達馬房的坐騎「炸魚薯條」，取得在港發展以來的首場頭馬勝仗。
2017年3月12日，巫顯東於沙田馬場先後憑策騎徐雨石馬房的坐騎「獅子驄」及其師傅沈集成馬房的坐騎「育成寶貝」取勝，師徒合作下首度凱旋而歸之餘，亦是他在港出賽首次「起孖」。更難得的是，巫顯東在該兩場勝仗分別以三又二份一馬位及兩個馬位之差將莫雷拉的坐騎擊敗。
2017年3月13日，巫顯東獲香港賽馬會管理層接納其師傅沈集成的請求，准許他在3月22日開始在跑馬地馬場策騎出賽。
2017年3月29日，巫顯東憑策騎苗禮德馬房的「旅遊多寶」取勝，個人首度在跑馬地馬場贏得頭馬外，更攻下怡和挑戰盃，而這亦是他在港首項勝出的盃賽錦標。
2017年5月21日，巫顯東於沙田馬場先後憑策騎「銀城福星」及「快樂寶貝」取勝，加上策騎「實業風采」及「知道勝」分別跑入第三名位置，全日累積三十二分，以四分之差擊敗莫雷拉、潘頓及祈普敦，首度封騎師王。
2017年6月14日，巫顯東於跑馬地馬場第三場賽事憑策騎「多多勁驥」勝出其在港第20場頭馬，使他日後在一般讓磅賽事獲減至讓7磅優惠。
2016/2017年度馬季，巫顯東合共取得24頭馬勝仗，僅以一場之差不敵師兄梁家俊，遺憾地未能首度奪得「告東尼獎」殊榮。

### 2017/2018年度馬季
2018年2月14日，巫顯東於跑馬地馬場第一場賽事憑策騎「友歡笑」勝出其在港第45場頭馬，使他日後在一般讓磅賽事獲減至讓5磅優惠。
2018年3月27日，巫顯東於沙田馬場策騎「馬主精選」參加第四組試閘期間，其坐騎失蹄導致他被拋下墮馬。巫顯東其後經詳情檢查後，證實他左邊髖關節脫骹，雖然他現階段母須進行手術，但仍需要較長時間復原。
2018年5月28日，香港賽馬會受薪董事小組接獲醫生通知，巫顯東現正處於康復階段，並不適宜於該年度馬季結束前恢復策騎出賽。

### 2018/2019年度馬季
2019年3月20日，巫顯東於跑馬地馬場第五場賽事憑策騎「大運舞台」勝出在港第70場頭馬，成為自由身騎師，日後在一般讓磅賽事獲減至讓3磅優惠。賽後，香港賽馬會賽馬事務執行總監夏定安於畢業禮上，頒發紀念銀碟予巫顯東。

### 2019/2020年度馬季
2020年2月16日，巫顯東於沙田馬場策騎葉楚航馬房的「競技勇士」期間於直路之策騎方式被香港賽馬會競賽董事小組質疑，並安排於2月20日進行研訊。巫顯東承認指控，因此他被罰停賽8個賽馬日，由2020年3月18日開始停賽，直至2020年4月13日才可恢復策騎出賽。

### 2021/2022年度馬季
2021年11月13日，巫顯東於沙田馬場憑策騎賀賢馬房的「八卦」勝出在港第95場頭馬，令他日後在一般讓磅賽事獲減至讓2磅優惠。
2022年5月22日，巫顯東憑策騎徐雨石馬房的「輗多福」，勝出個人在港發展以來的第100場頭馬。

### 2024/2025年度馬季
巫顯東在2023/2024年度馬季由於出場次數和表現受關注，指如果此季出場次數和表仍無顯著改善，下季有機會不獲發騎師牌照。

### 2025/2026年度馬季
雖然仍獲發騎師牌照，但就巫顯東在2024/2025年度馬季的策騎表現，馬會向他發出最後書面警告信。

## 主要勝出賽事
香港
- 怡和挑戰盃 - (1) - 旅遊多寶 (2017)

- 聖安度碟 - (1) - 萬事醒 (2017)

- 半島金禧挑戰盃 - (1) - 都靈明珠 (2017)

- 粵港盃 - (2) - 都靈明珠 (2017)、皇龍司令 (2021)

- 紀利華木球會挑戰盃 - (1) - 四千金 (2018)

- 沙田馬場四十週年紀念盃 - (1) - 動力爆發 (2018)

- 香港回歸盃  - (1) - 環保動力 (2019)

- 麥蘊利盃 - (1) - 閃電烈馬 (2020)

- 蒲偉士碟 - (1) - 靈鋒 (2021)

## 其他主要策騎馬匹
- 獅子驄（2016-17年馬季四捷）

## 在港策騎成績
| 年度        | 冠 | 亞 | 季 | 殿 | 第五 | 出賽次數 | 所贏獎金（港元） | 備註     |
| ----------- | -- | -- | -- | -- | ---- | -------- | ---------------- | -------- |
| 2016 - 2017 | 24 | 16 | 31 | 20 | 24   | 289      | $ 23,378,775     | 策騎首季 |
| 2017 - 2018 | 25 | 33 | 15 | 23 | 19   | 302      | $ 27,939,150     | 第2季    |
| 2018 - 2019 | 25 | 22 | 24 | 35 | 26   | 377      | $ 28,576,725     | 第3季    |
| 2019 - 2020 | 12 | 18 | 12 | 12 | 21   | 350      | $ 16,507,705     | 第4季    |
| 2020 - 2021 | 7  | 6  | 11 | 10 | 14   | 267      | $ 7,919,750      | 第5季    |
| 2021 - 2022 | 11 | 7  | 4  | 12 | 9    | 274      | $ 9,788,200      | 第6季    |
| 2022 - 2023 | 3  | 4  | 4  | 9  | 4    | 157      | $ 6,366,025      | 第7季    |
| 2023 - 2024 | 2  | 3  | 1  | 3  | 6    | 143      | $ 3,175,225      | 第8季    |
| 2024 - 2025 | 4  | 3  | 5  | 5  | 11   | 120      | $ 7,221,650      | 第9季    |
| 總計        |    |    |    |    |      |          |                  |          |

## 在港策騎資料
|                      | 日期          | 賽事                      | 場地 | 馬場     | 馬名     | 練馬師 | 名次 | 獨贏賠率 |
| -------------------- | ------------- | ------------------------- | ---- | -------- | -------- | ------ | ---- | -------- |
| 初出賽               | 2016年9月3日  | 第五班 - 1400米           | 草地 | 沙田馬場 | 我是高手 | 沈集成 | 7    | 28       |
| 首勝利               | 2017年1月1日  | 第四班 - 1000米           | 草地 | 沙田馬場 | 炸魚薯條 | 李易達 | 1    | 6.6      |
| 級際賽初出賽         | 2019年10月1日 | 三級賽 - 1400米（慶典盃） | 草地 | 沙田馬場 | 勝得威   | 告東尼 | 9    | 128      |
| 級際賽首勝利         | —             | —                         | —    | —        | —        | —      | —    | —        |
| 一級賽初出賽         | —             | —                         | —    | —        | —        | —      | —    | —        |
| 一級賽首勝利         | —             | —                         | —    | —        | —        | —      | —    | —        |
| 四歲系列經典賽初出賽 | —             | —                         | —    | —        | —        | —      | —    | —        |
| 四歲系列經典賽首勝利 | —             | —                         | —    | —        | —        | —      | —    | —        |

## 家族成員
1.巫偉傑（助理練馬師）已獲2023-2024年練馬師牌照。巫少榮（馬房助理）也是與巫顯東及巫顯偉有關係。
2.巫顯東的堂哥巫顯偉曾經是一名見習騎師學員，現在是一名策騎員。

## 外部連結
- 騎師資料 巫顯東 （页面存档备份，存于）